# Campionati del mondo di ciclocross 2018 - Gara femminile Under-23
La terza edizione della gara femminile Under-23 dei Campionati del mondo di ciclocross 2018 si svolse il 3 febbraio 2018 con partenza ed arrivo da Valkenburg nei Paesi Bassi, su un percorso iniziale di 100 mt più un circuito di 2,9 km da ripetere 3 volte per un totale di 8,8 km. La vittoria fu appannaggio della britannica Evie Richards, la quale terminò la gara in 37'52", alla media di 13,943 km/h, precedendo l'olandese Ceylin del Carmen Alvarado e l'austriaca Nadja Heigl terza.
Presero il via furono 40 cicliste di 14 nazionalità, le quali tutte completarono la gara.

## Squadre partecipanti
| N.    | Cod. | Squadra       |
| ----- | ---- | ------------- |
| 2-6   | NLD  | Paesi Bassi   |
| 7-12  | USA  | Stati Uniti   |
| 13-15 | GBR  | Gran Bretagna |
| 16-17 | FRA  | Francia       |
| 18-21 | CZE  | Cechia        |
| 22-26 | ITA  | Italia        |
| 30-31 | SUI  | Svizzera      |

| N.    | Cod. | Squadra   |
| ----- | ---- | --------- |
| 32    | AUT  | Austria   |
| 33-34 | ESP  | Spagna    |
| 36    | POL  | Polonia   |
| 37-40 | BEL  | Belgio    |
| 41    | DNK  | Danimarca |
| 42-44 | CAN  | Canada    |
| 45    | IRL  | Irlanda   |

## Classifica (Top 10)
| Pos. | Corridore                  | Squadra       | Tempo   |
| ---- | -------------------------- | ------------- | ------- |
| 1    | Evie Richards              | Gran Bretagna | 37'52"  |
| 2    | Ceylin del Carmen Alvarado | Paesi Bassi   | a 38"   |
| 3    | Nadja Heigl                | Austria       | a 1'14" |
| 4    | Harriet Harnden            | Gran Bretagna | a 1'24" |
| 5    | Fleur Nagengast            | Paesi Bassi   | a 1'40" |
| 6    | Sara Casasola              | Italia        | s.t.    |
| 7    | Emma White                 | Stati Uniti   | a 1'59" |
| 8    | Marion Norbert-Riberolle   | Francia       | a 2'03" |
| 9    | Adéla Šafářová             | Rep. Ceca     | s.t.    |
| 10   | Laura Verdonschot          | Belgio        | a 1'41" |